# Alves de Sousa
Antonio Alves de Sousa más conocido como Alves de Sousa, (Vilar de Andorinho, Vila Nova de Gaia, 9 de enero de 1884  - Vilar de Andorinho, Vila Nova de Gaia, 5 de marzo de 1922) fue un escultor portugués naturalista de la llamada Escola do Porto (habiendo quien defiende que, dentro de ésta, se debe separar la Escola Gaiense), que se puede situar entre el final del siglo XIX y el o inicio del siglo XX, y de la que son representantes Soares dos Reis y Teixeira Lopes, hijo.

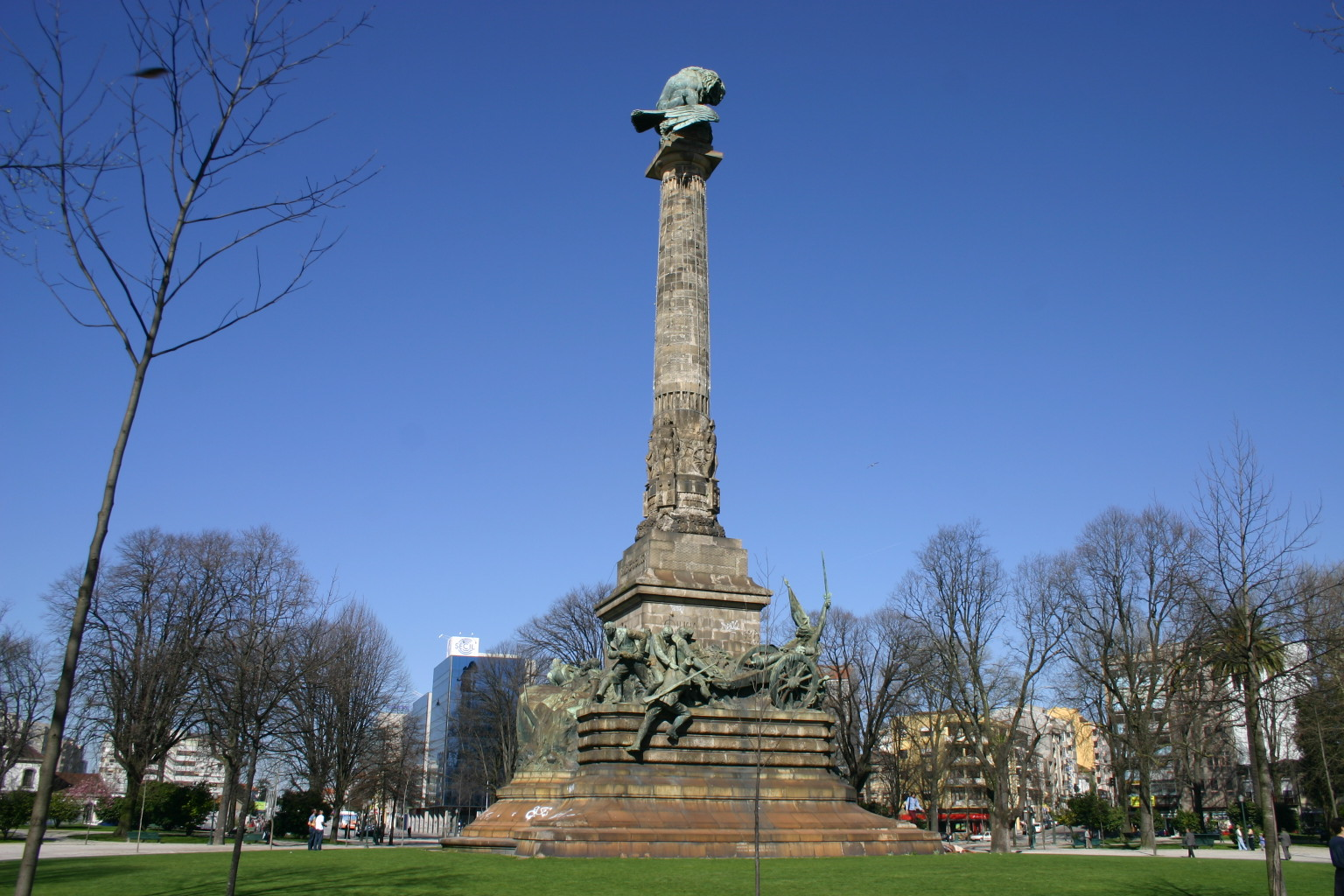
Monumento a los Héroes de la Guerra Peninsular en la "Rotunda da Boavista, de Oporto.

## Datos biográficos
António Alves de Sousa nació en una familia de recursos escasos el 9 de enero de 1884, a las 5 de la mañana.
Existe información que dice que, tras haber concluido la instrucción primaria, en 1894, y como ya mostraba vocación para trabajar la piedra (se dice que corría muchas veces hacia las canteras cercanas y era visto recogiendo materia prima para su arte ), asistió a la Escuela de la Fábrica de las Devezas, en Vila Nova de Gaia, donde su padre,  Joaquim de Sousa e Silva, trabajaba como albañil. De esa Fábrica era socio Teixeira Lopes, padre, y la tradición oral dice que este artista sería amigo de Rei D. Carlos, y del que utilizó su influencia con éxito para la entrada de Alves de Sousa en la Academia portuense. La falta de un segundo grado de instrucción primaria vino a crearle problemas, más tarde, en la su admisión como Profesor de la Academia de Bellas Artes de Oporto.
Alves de Sousa consiguió así entrar en la Academia de Bellas Artes de Oporto (actualmente Faculdade de Belas Artes da Universidade do Porto) con apenas 13 años, solicitando en  1897 su matrícula en Diseño Histórico, curso que concluyó en 5 años, así como el de Escultura , recogiendo ambos. Estuvo ocho años en esta escuela, habiendo concluido el curso en 1905 con la prueba final "Uma mulher do povo conduzindo duas creanças, cae debilitada pela fome em um banco de praça publica. Rodeiam-na populares procurando reconfortá-la." ("Una mujer llevando a sus dos bebés, cae debilitada por el hambre en un banco de la plaza pública. Rodeándole la gente para consolarla.).
Se cree que ya había empezado a frecuentar por entonces el taller de Teixeira Lopes (en el mismo emplazamiento donde hoy se encuentra la Casa Museo Teixeira Lopes y las Galerías Diogo de Macedo (este contemporáneo suyo en París), ejecutando trabajos propios y otros provenientes de encargos de clientes del maestro Teixeira Lopes, que también fue su profesor en la Academia.
En 1907 concurre a una bolsa del Estado para estudiar en París, mas es batido por el compañero de taller y de curso, José d'Oliveira Ferreira. Consigue esa bolsa en el año siguiente concurriendo contra Rudolfo Pinto do Couto,  y parte para París en el inicio de 1909, llegando a la Ciudad de la Luz precisamente en el 24 de enero de 1909, y se presenta al jefe de la Delegación de Portugal en el día siguiente.
La lista de los contemporáneos de Alves de Sousa en París es casi interminable. Ha de recordarse que se vivía la llamada  edad de Oro, pero reproducimos aquí algunos de los nombres por mera curiosidad: Rodin, Picasso, Modigliani, Injalbert, Guilhermina Suggia, Diogo de Macedo, Oliveira Ferreira, Amadeo de Souza Cardoso, Guillaume Apollinaire, Dórdio Gomes, João Pinheiro Chagas, Afonso Costa, Columbano Bordalo Pinheiro (los tres últimos fueron visitanates de su taller, y João Chagas, como Ministro de Portugal en París, tuvo una relación cordial con Alves de Sousa: el escultor esculpió un busto de Madame Chagas;), etc.
En París comenzó a frecuentar el taller del maestro Jean-Antoine Injalbert, gran escultor francés, estando por determinar si ese taller se situaba en la Academia Colarossi, donde Injalbert prestó su colaboración, o si bien se trató de otro taller autónomo.
En 1910, Alves de Sousa es admitido en la  École des Beaux Arts, de París, (admisión que había fallado en 1909), donde tiene siempre buenas calificaciones, presentándose así mismo a dos concursos de permanencia y pasando. En ese mismo año, en mayo, participa en el Salón con alguna de sus obras que debía enviar al final del año a la Academia de Bellas Artes de Oporto para obtener la notificación de aprovechamiento y la prórroga de la bolsa.

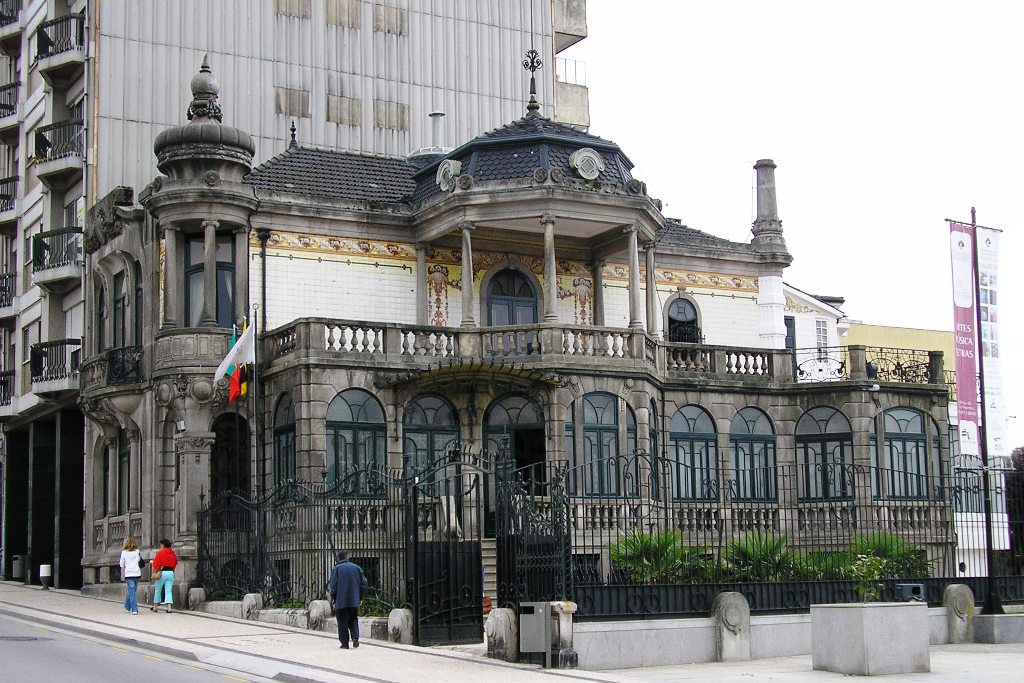
La Casa Barbot en la Avenida da República, en Vila Nova de Gaia.

En París se une a la francesa Germaine Marie Victoire Lechartier, de quien tiene dos hijos (una niña, Hidrá, y un niño, Caius), pero pierde a Germaine por la llamada Gripe española en 1918, año en que se presume que regresa a Portugal con los dos hijos. 
Existen informes de que participó en la escultura de la Casa Barbot. 
Alves de Sousa alcanzó notoriedad al alzarse con la victoria, ante el arquitecto José Marques da Silva, en el proyecto para el  Monumento aos Heróis da Guerra Peninsular de Oporto (la  "Estatua de la Rotunda da Boavista, en la Praça Mouzinho de Albuquerque), cuya primera piedra fue colocada en  1909, mas la inauguración tuvo lugar en mayo de 1951, mucho después de su muerte.

Mayor notoriedad entre los medios intelectuales de la época tuvo con su segundo lugar (nuevamente con el arquitecto Marques da Silva) en 1914, en el Monumento al Marquês de Pombal, siendo blanco de la polémica , incluso, en las discusiones en el Parlamento, además de haber recorrido todos los periódicos de la época. 
Alves de Sousa fallece precozmente con 38 años en Vilar de Andorinho el 5 de marzo de 1922, en la misma casa donde naciera, cuando trabajaba en el Proyecto del Monumento a los Muertos de la Gran Guerra en Flandes (el que existe hoy día es obra de  Teixeira Lopes),  y en su certificado de defunción figura que la causa de muerte fue "la sífilis cerebral, y hay pruebas de que su salud mental se estaba deteriorando rápidamente en el último año de vida, los síntomas descritos en los anales de la enfermedad que le venció"